# Bloedbad van Trhová Kamenice

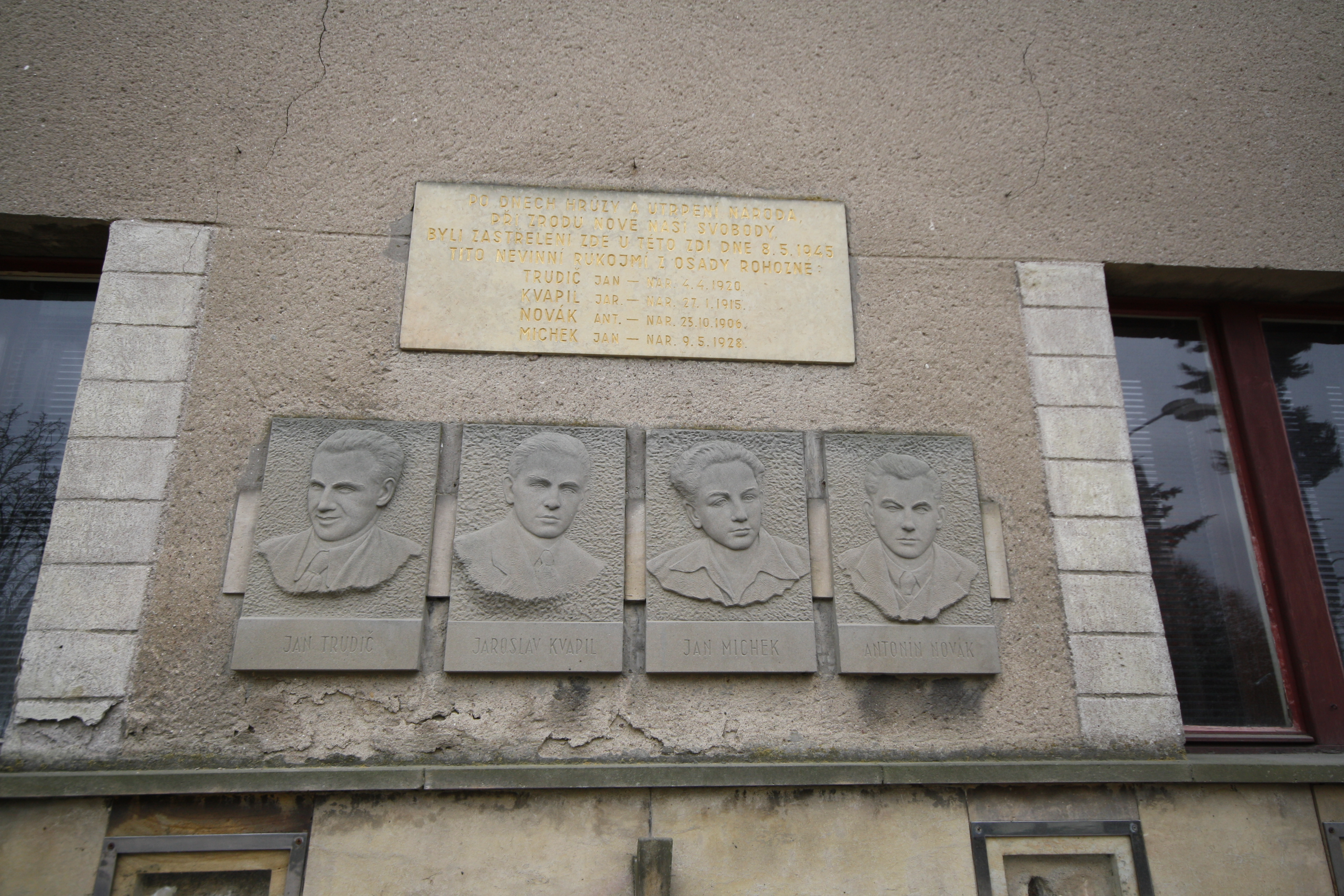
Monument

Het Bloedbad van Trhová Kamenice was een reeks van incidenten die aan het einde van de Tweede Wereldoorlog plaatsvond in en nabij het Tsjechische dorp Trhová Kamenice.
Op 8 mei 1945 passeerden op de vlucht geslagen Duitse troepen het dorp Trhová Kamenice. In dit dorp besloten de Duitsers halt te houden en enkele verdachte partizanen te straffen. Net buiten het dorp werden allereerst vijf personen doodgeschoten. Hierna trokken de troepen het dorp in, waar ze nog een vrouw doodschoten en de priester doodmartelden.
Al eerder waren de troepen in het nabijgelegen dorp Rohozná geweest. Ook daar werden vier personen gedood die ervan verdacht werden partizaan te zijn. Op een nabijgelegen berg werden drie anderen, die trachtten te ontsnappen, eveneens geliquideerd.
In Trhová Kamenice is een monument neergezet dat herinnert aan deze misdaden. De daders werden nooit gestraft.